# Joseph Pilato

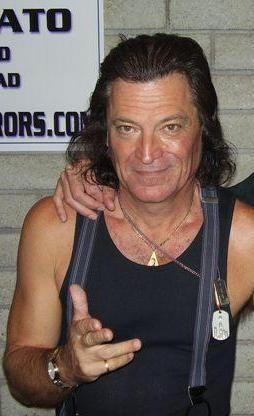
Joseph Pilato, 2006

Joseph Francis Anthony Pilato Jr. (* 16. März 1949 in Boston, Massachusetts, USA; † 24. März 2019) war ein US-amerikanischer Schauspieler und Synchronsprecher. Er war bekannt für die Rolle des Captain Rhodes in George A. Romeros Film Zombie 2.

## Leben
Obwohl Pilato in den USA geboren wurde, hatte er einen italienischen Akzent, da er im italienischen Teil von Boston geboren wurde. Er ging auf eine katholische Schule. In den frühen 1980er-Jahren studierte er an der Universität in Pittsburgh.
Ursprünglich wollte Pilato Anwalt werden, dann entschied er sich für die Schauspielerei. Vor seinem Auftritt in Zombie 2 hatte er einen ersten, kleinen Auftritt in Romeros Film Zombie.
1980 spielte er die Hauptrolle im Film Effects. Eigentlich wollte er nur seine Freundin zum Vorsprechen begleiten. Dort brauchten sie aber jemanden, der mit ihr den Text liest. Nachdem er gelesen hatte, schrieben sie das Drehbuch um und gaben ihm die Rolle.
Weitere Filme Pilatos waren Neon Signs, Gung Ho, Wes Craven’s Wishmaster und The Ghouls – Cannibal Dead. In Quentin Tarantinos Film Pulp Fiction hatte Pilato einen Cameo-Auftritt als Dean Martin in einem 50er-Jahre-Lokal.
In den meisten Filmen tauchte Pilato im Abspann als Joe Pilato, Joe Pilot und Josef Pilato auf. Er arbeitete auch als Synchronsprecher. Seine erste Sprechrolle war im Computerspiel Star Trek: Starfleet Academy. Danach übernahm er Sprechrollen in der Anime-Serie Digimon 02 und in Digimon – Der Film. Sein Schaffen für Film und Fernsehen umfasst mehr als 40 Produktionen.

## Filmografie (Auswahl)

### Filme
- 1978: Zombie (Dawn of the Dead)
- 1985: Zombie 2 (Day of the Dead)
- 1986: Gung Ho
- 1989: Shooters
- 1993: The Evil Inside Me
- 1994: Pulp Fiction
- 1997: Wes Craven’s Wishmaster
- 2000: Digimon: The Movie
- 2003: The Ghouls – Cannibal Dead (The Ghouls)
- 2009: Someone’s Knocking at the Door
- 2016: Parasites

### Fernsehen
- 1985: Spenser (Fernsehserie, 1 Episode)
- 1986: The Young and the Restless (Fernsehserie, 1 Episode)
- 1993: Die Abenteuer des Brisco County jr. (Fernsehserie, 1 Episode)
- 1996–1997: BeetleBorgs (Fernsehserie, 37 Episoden)
- 1999–2001: Digimon (Anime) (Fernsehserie, 14 Episoden)
- 2000–2001: Digimon 02 (Fernsehserie, 3 Episoden)